# Golf de Tehuantepec

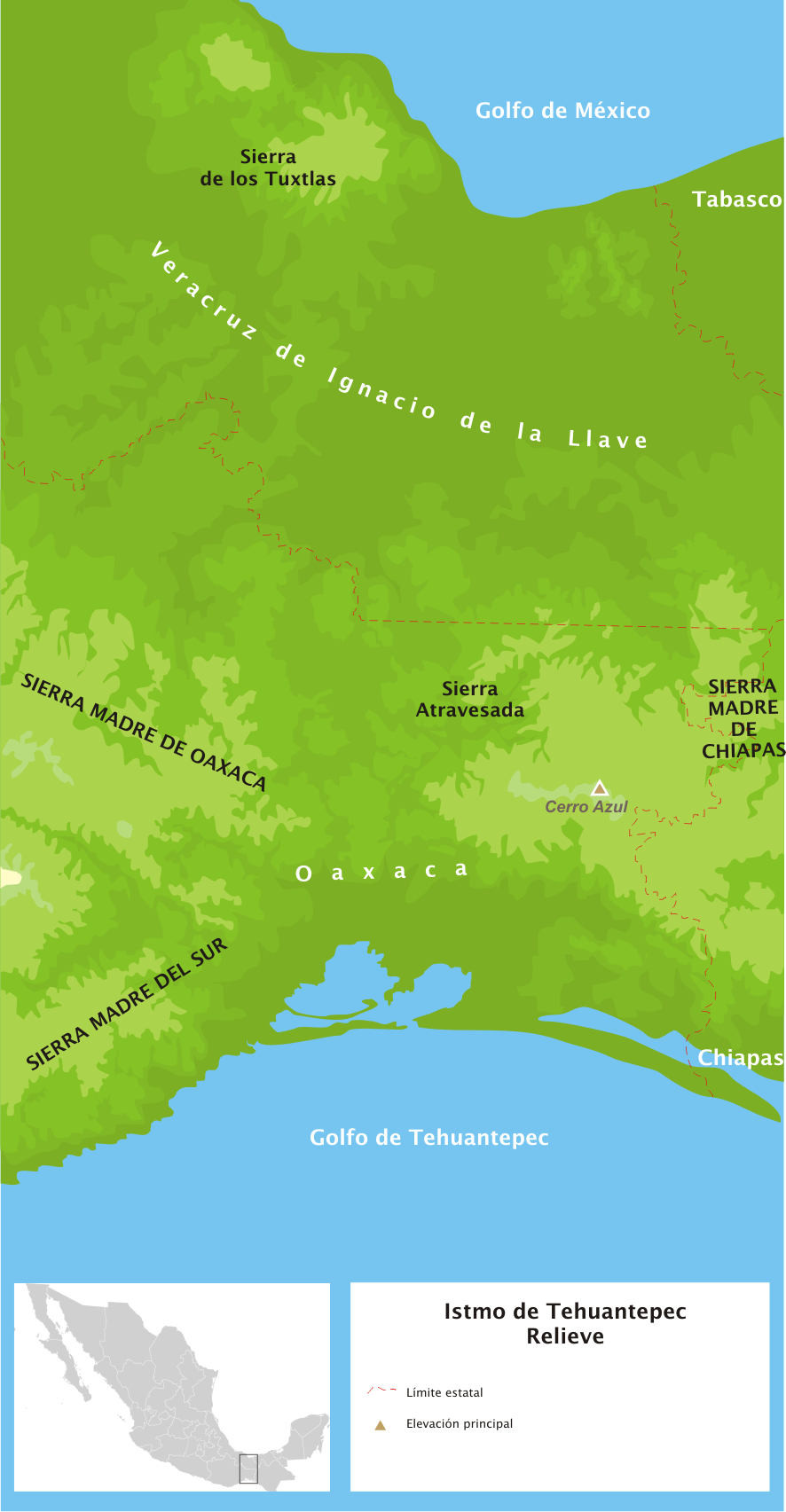
Mapa de situació del golf de Tehuantepec

El golf de Tehuantepec (en castellà Golfo de Tehuantepec) és un ampli golf de l'oceà Pacífic situat al sud-est de Mèxic, al sud de l'istme de Tehuantepec, entre els estats d'Oaxaca i Chiapas. S'estén al llarg d'uns 350 km en direcció est-oest i uns 80 km en direcció nord-sud. Els seus punts extrems són, a l'est, la Barra de Santiago (Chiapas) i, a l'oest, Puerto Ángel (Oaxaca). D'est a oest, en el seu litoral se succeeixen els següents accidents geogràfics: la llacuna del Mar Muerto, les llacunes Superior i Inferior, el port de Salina Cruz i la badia de Huatulco, igual com també les importants poblacions de Tonalá, Juchitán de Zaragoza, Arriaga i Unión Hidalgo.